# Mar Chiquita (partido)
 (mars 2018).
Si vous disposez d'ouvrages ou d'articles de référence ou si vous connaissez des sites web de qualité traitant du thème abordé ici, merci de compléter l'article en donnant les références utiles à sa vérifiabilité et en les liant à la section « Notes et références ».
Mar Chiquita est un partido de la province de Buenos Aires fondée en 1839 dont la capitale est Mar Chiquita.